# Rocío Comba
Bárbara Rocío Comba (ur. 14 lipca 1987 w Río Tercero) – argentyńska lekkoatletka, dyskobolka oraz kulomiotka, medalistka mistrzostw Ameryki Południowej, medalistka igrzysk Ameryki Południowej, medalistka mistrzostw ibero-amerykańskich, uczestniczka letnich igrzysk olimpijskich (Pekin, Londyn, Rio de Janeiro) i mistrzostw świata. Dwukrotna mistrzyni Ameryki Południowej do lat 20.

## Przebieg kariery
W latach 2002–2004 zdobyła trzy medale mistrzostw Ameryki Południowej do lat 18, w tym dwa złote w konkurencji pchnięcia kulą i rzutu dyskiem na mistrzostwach w Guayaquil. Była uczestniczką mistrzostw kontynentu juniorów w Rosario, wywalczyła na nich dwa złote medale (w konkurencji rzutu dyskiem oraz pchnięcia kulą). W 2006 jedyny raz w karierze wystąpiła na juniorskich mistrzostwach świata, lepiej radziła sobie w konkurencji rzutu dyskiem, gdzie w finale zajęła 5. pozycję.
Na mistrzostwach Ameryki Południowej seniorów po raz pierwszy startowała w ramach zmagań w Tunja, gdzie zajęła 5. pozycję w konkurencji zarówno rzutu dyskiem, jak i pchnięcia kulą. Rok później zaś zadebiutowała na igrzyskach panamerykańskich, ale również bez większych sukcesów. W 2008 została złotą medalistką mistrzostw ibero-amerykańskich w rzucie dyskiem.
Brała udział w igrzyskach olimpijskich w Pekinie, gdzie w konkurencji rzutu dyskiem odpadła w eliminacjach, zajmując 18. pozycję z wynikiem 51,36 m i wyprzedzając w swej kolejce tylko polską dyskobolkę Żanetę Glanc.
W dalszych latach swej kariery skupiła się głównie na konkurencji rzutu dyskiem. W 2009 pierwszy raz w karierze wystąpiła w lekkoatletycznych mistrzostwach świata, gdzie zajęła 15. pozycję w eliminacjach i odpadła z dalszej rywalizacji. Na igrzyskach olimpijskich w Londynie również odpadła w eliminacjach, zajmując w swej kolejce 12. pozycję z wynikiem 58,98 m. W 2013 roku wywalczyła tytuł wicemistrzyni Ameryki Południowej. Udało się jej zakwalifikować do finału mistrzostw globu w Moskwie, jednak w tej fazie zajęła ostatnią 12. pozycję. Trzeci i ostatni raz na igrzyskach olimpijskich brała udział podczas zmagań w Rio de Janeiro, gdzie w swej konkurencji zajęła w eliminacjach 14. pozycję z wynikiem 54,44 m i odpadła z rywalizacji.
Ostatni występ Argentynki w międzynarodowych zmaganiach lekkoatletycznych miał miejsce podczas mistrzostw Ameryki Południowej w Asunción, gdzie zajęła 4. pozycję w konkurencji rzutu dyskiem, a także pchnięcia kulą. W maju 2018 ogłosiła zakończenie kariery.
W latach 2005–2016 wywalczyła osiemnaście tytułów mistrzyni Argentyny, zarówno w rzucie dyskiem, jak i pchnięciu kulą.

## Osiągnięcia
| Rok     | Zawody                                             | Miasto              | Miejsce | Konkurencja    | Wynik |
| ------- | -------------------------------------------------- | ------------------- | ------- | -------------- | ----- |
| 2002    | Mistrzostwa Ameryki Południowej juniorów młodszych | Asunción            | 3.      | rzut dyskiem   | 39,98 |
| 2003    | Mistrzostwa świata juniorów młodszych              | Sherbrooke          | 10.     | pchnięcie kulą | 13,86 |
| 2004    | Mistrzostwa Ameryki Południowej juniorów młodszych | Guayaquil           | 1.      | pchnięcie kulą | 14,65 |
| 2004    | Mistrzostwa Ameryki Południowej juniorów młodszych | Guayaquil           | 1.      | rzut dyskiem   | 43,30 |
| 2005    | Mistrzostwa panamerykańskie juniorów               | Windsor             | 3.      | pchnięcie kulą | 14,41 |
| 2005    | Mistrzostwa Ameryki Południowej juniorów           | Rosario             | 1.      | pchnięcie kulą | 14,98 |
| 2005    | Mistrzostwa Ameryki Południowej juniorów           | Rosario             | 1.      | rzut dyskiem   | 51,97 |
| 2005    | Mistrzostwa Ameryki Południowej juniorów           | Rosario             | 5.      | rzut młotem    | 49,88 |
| 2006    | Mistrzostwa ibero-amerykańskie                     | Ponce               | 3.      | pchnięcie kulą | 15,11 |
| 2006    | Mistrzostwa ibero-amerykańskie                     | Ponce               | 4.      | rzut dyskiem   | 49,99 |
| 2006    | Mistrzostwa świata juniorów                        | Pekin               | 8.      | pchnięcie kulą | 15,55 |
| 2006    | Mistrzostwa świata juniorów                        | Pekin               | 5.      | rzut dyskiem   | 52,42 |
| 2006    | Mistrzostwa Ameryki Południowej                    | Tunja               | 5.      | pchnięcie kulą | 13,42 |
| 2006    | Mistrzostwa Ameryki Południowej                    | Tunja               | 5.      | rzut dyskiem   | 47,34 |
| 2006    | Młodzieżowe mistrzostwa Ameryki Południowej        | Buenos Aires        | 2.      | rzut dyskiem   | 48,08 |
| 2007    | Mistrzostwa Ameryki Południowej                    | São Paulo           | 4.      | rzut dyskiem   | 51,01 |
| 2007    | Mistrzostwa Ameryki Południowej                    | São Paulo           | 5.      | pchnięcie kulą | 15,75 |
| 2007    | Igrzyska panamerykańskie                           | Rio de Janeiro      | 9.      | rzut dyskiem   | 48,78 |
| 2007    | Igrzyska panamerykańskie                           | Rio de Janeiro      | 14.     | pchnięcie kulą | 14,83 |
| 2008    | Mistrzostwa ibero-amerykańskie                     | Iquique             | 1.      | rzut dyskiem   | 54,49 |
| 2008    | Letnie igrzyska olimpijskie                        | Pekin               | 18. H   | rzut dyskiem   | 51,36 |
| 2008    | Młodzieżowe mistrzostwa Ameryki Południowej        | Lima                | 1.      | rzut dyskiem   | 54,03 |
| 2009    | Mistrzostwa Ameryki Południowej                    | Lima                | 4.      | rzut dyskiem   | 51,72 |
| 2009    | Mistrzostwa świata                                 | Berlin              | 15. H   | rzut dyskiem   | 54,69 |
| 2010    | Mistrzostwa ibero-amerykańskie                     | San Fernando        | 12.     | rzut dyskiem   | 48,66 |
| 2011    | Mistrzostwa Ameryki Południowej                    | Buenos Aires        | 4.      | rzut dyskiem   | 53,67 |
| 2011    | Igrzyska panamerykańskie                           | Guadalajara         | 6.      | rzut dyskiem   | 56,05 |
| 2012    | Mistrzostwa ibero-amerykańskie                     | Barquisimeto        | 5.      | rzut dyskiem   | 55,62 |
| 2012    | Letnie igrzyska olimpijskie                        | Londyn              | 12. H   | rzut dyskiem   | 58,98 |
| 2013    | Mistrzostwa Ameryki Południowej                    | Cartagena de Indias | 2.      | rzut dyskiem   | 58,75 |
| 2013    | Mistrzostwa świata                                 | Moskwa              | 12.     | rzut dyskiem   | 59,83 |
| 2014    | Igrzyska Ameryki Południowej                       | Santiago            | 2.      | rzut dyskiem   | 59,29 |
| 2014    | Mistrzostwa ibero-amerykańskie                     | São Paulo           | 4.      | rzut dyskiem   | 57,57 |
| 2015    | Mistrzostwa Ameryki Południowej                    | Lima                | 3.      | rzut dyskiem   | 57,15 |
| 2015    | Igrzyska panamerykańskie                           | Toronto             | 8.      | rzut dyskiem   | 55,80 |
| 2015    | Mistrzostwa świata                                 | Pekin               | 14. H   | rzut dyskiem   | 56,11 |
| 2016    | Mistrzostwa ibero-amerykańskie                     | Rio de Janeiro      | 3.      | rzut dyskiem   | 56,75 |
| 2016    | Letnie igrzyska olimpijskie                        | Rio de Janeiro      | 14. H   | rzut dyskiem   | 54,44 |
| 2017    | Mistrzostwa Ameryki Południowej                    | Asunción            | 4.      | rzut dyskiem   | 56,14 |
| 2017    | Mistrzostwa Ameryki Południowej                    | Asunción            | 4.      | pchnięcie kulą | 14,01 |
| Źródło: |                                                    |                     |         |                |       |

## Rekordy życiowe
- pchniecie kulą – 16,59 (22 lipca 2006, São Caetano do Sul)
- rzut dyskiem – 62,77 (12 maja 2013, Mangueirão)

Źródło: 